# Fentonia turbida
Fentonia turbida är en fjärilsart som beskrevs av Walker 1865. Fentonia turbida ingår i släktet Fentonia och familjen tandspinnare. Inga underarter finns listade i Catalogue of Life.